# جون ويلسون مور
جون ويلسون مور (بالإنجليزية: John Wilson Moore)‏ هو أحيائي فيزيائي أمريكي، ولد في 1 نوفمبر 1920 في وينستون-سالم في الولايات المتحدة، وتوفي في 30 مارس 2019.